# Parmênides
Parmênides (português brasileiro) ou Parménides (português europeu) de Eleia (em grego clássico: Παρμενίδης ὁ Ἐλεάτης) (530 a.C. — 460 a.C.) foi um filósofo grego natural de Eleia, uma cidade grega na costa sul da Magna Grécia. Supostamente de família rica, seus primeiros contatos filosóficos foram com a escola pitagórica, especialmente com Ameinias. O único trabalho conhecido de Parménides é um poema, Sobre a natureza, que sobreviveu apenas na forma de fragmentos.
Pelo que podemos deduzir a partir dos fragmentos conhecidos e de citações de outros autores, o poema de Parmênides representa uma revelação divina dividida em duas partes: No "caminho da verdade" (primeira parte do poema), ele trata da realidade ("o que é") e expõe vários argumentos que demonstram seus atributos. A existência é atemporal, uniforme, engendrada, necessária e indestrutível, enquanto a mudança é impossível. Desta forma, nega a existência do nada ou "não ser". Esta é considerada a primeira digressão filosófica sobre o fenômeno do "ser", que foi contraposta com a afirmação de Heráclito de que "nenhum homem pisa duas vezes no mesmo rio", a primeira digressão sobre o conceito do "devir". Desta forma, Parmênides e Heráclito, são considerados os fundadores da ontologia. No "caminho da opinião dos mortais" (segunda parte do poema) Parmênides elabora uma doutrina cosmológica completa, tratando de questões como a constituição e localização dos astros, diversos fenómenos meteorológicos e geográficos, e a origem do homem, além de explicar o mundo das aparências, em que as faculdades sensoriais levam a concepções falsas e enganosas.
Embora o conteúdo do "caminho da opinião" se assemelhe às especulações físicas de pensadores anteriores, como os jônios e os pitagóricos, o "caminho da verdade" contém uma reflexão completamente nova, que modifica radicalmente o curso da filosofia antiga. Considera-se que Zenão de Eléia e Melisso de Samos aceitaram suas premissas e continuaram seu pensamento. Os filósofos físicos subsequentes, como Empédocles, Anaxágoras e os atomistas, buscaram alternativas para superar a crise em que o conhecimento do sensível foi lançado. Até mesmo a sofística de Górgias revela uma enorme influência de Parmênides em sua forma argumentativa.
Tanto a doutrina platônica das formas como a metafísica aristotélica mantêm uma dívida incalculável com o "caminho da verdade" de Parmênides. É por isso que muitos filósofos e filólogos consideram que Parmênides é o fundador da metafísica.

## Biografia
Parménides nasceu na colônia grega de Eleia (atual Ascea), de acordo com Heródoto, fundada pouco antes de 535 a.C.. Ele era descendente de uma família rica e ilustre. Suas datas são incertas, de acordo com Diógenes Laércio, ele floresceu pouco antes de 500 a.C., o que coloca o ano de seu nascimento por volta de 540 a.C., mas Platão diz que ele visitou Atenas aos 65 anos de idade, quando Sócrates era um homem jovem, c. 450 a.C., que, se for verdade, sugere um ano de nascimento do c. 512 a.C.. Ele sugere ainda que Parménides fora aluno de Xenófanes, e independentemente de se eles realmente se conheciam, a filosofia Xenófanes é a influência mais óbvia em Parménides. Diógenes Laércio também descreve Parménides como um discípulo de "Ameinias, filho de Diocaites, o Pitágoras"; mas não existem elementos pitagóricos óbvios em seu pensamento. O primeiro culto do herói de um filósofo que conhecemos foi a dedicação de um heroon por Parménides a seu professor Ameinias em Eleia. Parménides foi o fundador da Escola eleática, que também incluiu Zenão de Eleia e Melisso de Samos. De sua vida em Eleia, dizia-se que ele havia escrito as leis da cidade. Seu discípulo mais conhecido é Zenão de Eleia, que, de acordo com Platão, era vinte e cinco anos mais jovem e foi considerado como seu eromenos. Parménides teve uma grande influência sobre Platão, que não apenas nomeou o diálogo Parménides com o seu nome como também sempre falou dele com grande admiração.
É importante citar que como ele viveu há muito tempo, não se pode confirmar nada com certeza absoluta sobre ele.

## Obra

Hipótese sobre o ano de nascimento de Parménides e data de composição do seu poema

Desde a antiguidade considera-se que Parmênides escreveu uma só obra, intitulada Sobre a natureza. É um poema didático escrito em hexâmetros. A língua em que foi escrito deriva da expressão épica, utilizada no dialeto homérico.

### Datação
O verso 24 do fragmento 1 contém uma palavra que serviu de início a especulações sobre a datação da composição do poema. Nesse verso, a deusa fala ao destinatário da mensagem, presumivelmente o próprio Parménides, chamando-lhe κοῦρε (koûre, «jovem»). Pensou-se que esta palavra faz referência a um homem com idade inferior a trinta anos e, tendo em conta a sua data de nascimento, podemos colocar a criação do poema entre 490 a.C. e 475 a.C.. Mas objectou-se que a palavra deve ser entendida no seu contexto religioso: indica a relação de superioridade da deusa em relação ao homem que recebe a revelação. Guthrie apoia esta ideia, sustentando-a com uma citação (Aristófanes, Aves 977) na qual o vocábulo justamente assinala não a idade de um homem (que não é um jovem), mas a sua situação em relação ao intérprete de oráculos por qual está a ser interpelado. A sua conclusão é que é impossível dizer em que idade Parménides escreveu o poema. Eggers Lan, para além de citar outro uso de κοῦρε (Homero, Il. VI, 59) onde a palavra pode referir não a um homem de trinta anos, mas a um adolescente, assinala que o menos provável é que o poema tenha sido composto imediatamente depois da experiência religiosa que relata.

### Transmissão textual
O poema de Parménides, como obra completa, considera-se perdido de maneira irremediável. A partir da sua composição, foi copiado muitas vezes, mas a última referência à obra completa deriva de Simplício, no século VI: escreve que esta obra já se havia tornada rara naquela época (Física, 144). O que nos chega do poema são citações fragmentárias, presentes nas obras de diversos autores. Nisto Parménides não se diferencia da maioria dos filósofos pré-socráticos. O primeiro que o cita é Platão, depois Aristóteles, Plutarco, Sexto Empírico e Simplício, entre outros. Por vezes um mesmo grupo de versos é citado por vários de estes autores, e com estes dados os  especialistas podem determinar mais facilmente qual é a cópia que se assemelha mais ao original. Noutras ocasiões a situação é diferente, e a citação é única. A reconstrução do texto, a partir da reunião de todas as citações existentes, começou no Renascimento e culminou com a obra de Hermann Diels, Die Fragmente der Vorsokratiker, em 1903, que estabeleceu os textos da maioria dos filósofos anteriores a Platão. Nesta obra figuram um total de 19 «fragmentos» presumivelmente originários de Parménides, dos quais 18 estão em  grego e um consiste numa tradução rítmica em latim. Do poema foram conservados 160 versos. Segundo estimativas de Diels, estes versos representam cerca de nove décimos da primeira parte (a «via da verdade»), mais um décimo da segunda (a «via da opinião»). A obra de Diels foi reeditada e modificada por Walther Kranz em 1934. A edição teve tanta influência nos estudos que hoje se cita Parménides (assim como aos outros pré-socráticos) segundo a ordem dos autores e fragmentos desta. Parménides ocupa ali o capítulo 28, pelo que se citar com a abreviatura DK 28, adicionando depois o tipo de fragmento (A = comentários antigos sobre a vida e a doutrina; B = os fragmentos do poema original) e finalmente o número de fragmento (por exemplo, «DK 28 B 1»). Ainda que esta edição seja considerada canônica pelos filólogos, têm aparecido numerosas reedições que propuseram uma nova ordem dos fragmentos, e alguns especialistas, como Allan Hartley Coxon e Néstor Luis Cordero, realizaram comparações sobre os manuscritos onde se conservam algumas das citações, e colocaram em dúvida a fiabilidade da leitura e o estabelecimento do texto de Diels.

### A forma de poema épico didático
Muito se tem escrito acerca da forma poética da sua escrita. Plutarco considerou que era apenas uma maneira de evitar a prosa, e criticou a sua versificação. Proclo disse que apesar de utilizar metáforas e alegorias, forçado pela forma poética, a sua escrita não deixa de ser mais parecido com prosa que com poesia. Simplício da Cilícia, ao qual devemos a conservação da maior parte do texto que chegou até aos nossos dias, tem uma visão semelhante: não há que se admirar da aparição de motivos míticos na sua escrita, devido à forma poética que utiliza.
Para Werner Jaeger, a escolha de Parménides pela forma de épico didático é uma inovação significativa. Ela envolve, em primeiro lugar, a rejeição da forma de prosa introduzida por Anaximandro. Por outra forma, significa um vínculo com a forma da Teogonia de Hesíodo. Mas o vínculo não afeta apenas a forma, mas também alguns elementos de conteúdo: na segunda parte do poema de Parmênides (fragmentos B 12 e 13) aparece o Eros cosmogônico de Hesíodo (Teogonia 120) juntamente com um grande número de divindades alegóricas como a Guerra, a Discórdia, o Desejo, cuja origem na Teogonia não se pode colocar em dúvida. No entanto, há que notar que a colocação destes elementos cosmogônicos na segunda parte, dedicada ao mundo da aparência, também envolve a rejeição desta forma de entender o mundo, forma estranha à Verdade para Parménides.
Hesíodo apresentou o seu poema teogônico como uma revelação procedente de seres divinos. Tinha usado da invocação às musas, uma convenção épica, o relato de uma experiência pessoal de iniciação numa missão única, a de revelar a origem dos deuses. Parménides, no seu poema, apresenta seu pensamento sobre um Ente uno e imóvel como uma revelação divina, como para derrotar Hesíodo no seu próprio jogo.

### Conteúdo
O poema de Parménides começa com um prefácio de carácter simbólico de que subsistem 32 versos. Os primeiros trinta versos foram conservados por Sexto Empírico, que os transmitiu na sua obra Adversus Mathematicos VII, 111ss. Por sua vez, Simplício da Cilícia transmite na sua obra de Caelo 557, 25 ss, os versos 28 a 32. O prefácio figura como o primeiro fragmento na recompilação de Diels (DK 28 B 1).
No prefácio, Parménides descreve a viagem que faz «o homem que sabe»: uma viagem de carro, puxado por um par de éguas, e impulsionado pelas Helíades (versos 1–10). O caminho por qual é conduzido, distante do caminho usual dos mortais, é a via da noite e a via do dia, caminho que é interrompido por um enorme portal de pedra, cuja guardiã é Dice (deusa da justiça). As filhas do sol persuadem-na, e esta abre a porta para que passe o carro (vv. 11–21). O narrador é recebido nos salões da Noite por uma deusa, cujo discurso, que começa no verso 24, é o conteúdo do resto do poema. Esta lhe indica, em primeiro lugar, que não foi enviado por um destino funesto, mas pela lei e pela justiça (vv. 26–28). À luz disto, segue, é necessário que conheça todas as coisas, tanto "o coração inabalável da verdade persuasiva" como "as opiniões dos mortais", porque, apesar de que nestas «não existe convicção verdadeira», no entanto gozaram de prestígio (vv. 28–32).

#### As vias da indagação
Proclo conserva, em Timeu I 345, 18–20, dois versos do poema de Parménides, que junto com seis versos transmitidos por Simplício da Cilícia, em Física, 116, 28–32–117, 1, formam o fragmento 2 (28 B 2). Aí, a deusa fala de duas «vias de indagação que se podem pensar». A primeira é expressa da seguinte maneira: «que é, e também, não pode ser que não seja» (v. 3); a segunda: «que não é, e também, é preciso que não seja» (v. 5). A primeira via é a «da persuasão», que «acompanha a verdade» (v. 4), enquanto que a segunda é «completamente inescrutável» ou «impraticável», visto que «o que não é» não se pode conhecer nem expressar (vv. 6–8). Um fragmento (B 3) conservado por Plotino, Enéada V, 1, 8, faz referência a este último: o que tem que ser pensado é o mesmo que tem que ser. 
É seguida, porém, nos fragmentos 6-7, uma terceira via da indagação, a dos "mortais que não conhecem nada", que não entendem um ser invariante e oscilam entre coisas "que são e não são as mesmas e não mesmas", e por isso possuem um entendimento vago, errante. As duas primeiras vias são consideradas as únicas possibilidades para um pensamento que não é errante, "vias de convicção", em contraste com essa terceira apreendida pela condição humana variável: "ao longo do qual os mortais que nada sabem vagam com duas cabeças: pois o desamparo em seus peitos dirige o pensamento errante. Eles são levados surdos e cegos ao mesmo tempo, estupefatos, hordas indiscriminantes (...) que supõem que ser e não ser é o mesmo e não mesmo; mas o caminho de tudo isso volta para si mesmo".

## O pensamento de Parmênides
Parmênides inaugura algo radicalmente novo na filosofia ao não considerar os elementos, mas o abstrato. No seu pensamento, há uma recusa da sensação como meio de chegar à verdade. Para ele, a sensação é um caminho errado para a investigação, porque gera contradições e confunde o que existe com o que não existe; o ser com o não ser.
O seu pensamento está exposto num poema filosófico intitulado Sobre a Natureza e sua permanência, dividido em duas partes distintas: uma que trata do caminho da verdade ou realidade (alétheia) e outra que trata do caminho da opinião (dóxa), ou seja, daquilo onde não há nenhuma certeza.
De modo simplificado, a doutrina de Parménides sustenta o seguinte:
- Unidade e a imobilidade do Ser;
- O mundo sensível é uma ilusão;
- O Ser é uno, eterno, não-gerado e imutável;
- Não se confia no que vê;
- A essência das coisas não muda.

Devido a essas , alguns veem no poema de Parménides o próprio surgimento da ontologia. Ao mesmo tempo, o pensamento de Parmênides é tradicionalmente visto como o oposto ao de Heráclito de Éfeso.
Para alguns estudiosos, Parménides fundou a metafísica ocidental com sua distinção entre o Ser e o Não-Ser. Enquanto Heráclito ensinava que tudo está em perpétua mutação, Parménides desenvolvia um pensamento completamente antagônico: “Toda a mutação é ilusória”.
Parménides vai então afirmar toda a unidade e imobilidade do Ser. Fixando sua investigação na pergunta: “o que é”, ele tenta vislumbrar aquilo que está por detrás das aparências e das transformações.
Assim, ele dizia: “Vamos e dir-te-ei – e tu escutas e levas as minhas palavras. Os únicos caminhos da investigação em que se pode pensar: um, o caminho que é e não pode não ser, é a via da Persuasão, pois acompanha a Verdade; o outro, que não é e é forçoso que não seja, esse digo-te, é um caminho totalmente impensável. Pois não poderás conhecer o que não é, nem declará-lo.”.
Numa interpretação mais aprofundada dos fragmentos de Heráclito e Parménides, podemos achar um mesmo todo para os dois e esta oposição entre suas visões do todo passa a ser cada vez menor.
Parménides comparava as qualidades umas com as outras e as ordenava em duas classes distintas. Por exemplo, comparou a luz e a escuridão, e para ele essa segunda qualidade nada mais era do que a negação da primeira.
Diferenciava qualidades positivas e negativas e, esforçava-se em encontrar essa oposição fundamental em toda a Natureza. Tomava outros opostos: leve-pesado, ativo-passivo, quente-frio, masculino-feminino, fogo-terra, vida-morte, e aplicava a mesma comparação do modelo luz-escuridão; o que corresponde à luz era a qualidade positiva e o que corresponde à escuridão, a qualidade negativa. O pesado era apenas uma negação do leve. O frio era uma negação do quente. O passivo uma negação ao ativo, o feminino uma negação do masculino e, cada um apenas como negação do outro.
Por fim, nosso mundo dividia-se em duas esferas: aquela das qualidades positivas (luz, quente, ativo, masculino, fogo, vida) e aquela das qualidade negativas (escuridão, frio, passivo, feminino, terra, morte). A esfera negativa era apenas uma negação da esfera positiva, isto é, a esfera negativa não continha as propriedades que existiam na esfera positiva.
Ao invés das expressões “positiva” e “negativa”, Parménides usa os termos metafísicos de “ser” e “não-ser”. O não-ser era apenas uma negação do ser. Mas ser e não-ser são imutáveis e imóveis.
No seu livro: Metafísica, Aristóteles expõe esse pensamento de Parménides: “Julgando que fora do ser o não-ser é nada, forçosamente admite que só uma coisa é, a saber, o ser, e nenhuma outra... Mas, constrangido a seguir o real, admitindo ao mesmo tempo a unidade formal e a pluralidade sensível, estabelece duas causas e dois princípios: quente e frio, vale dizer, Fogo e Terra. Destes (dois princípios) ele ordena um (o quente) ao ser, o outro ao não-ser.”.
Normalmente se estuda parmênides e Heraclito ao mesmo tempo,pois os dois são o oposto um do outro.

## O Vir-a-Ser
Quanto às mudanças e transformações físicas, o Vir-a-Ser, que a todo instante vemos ocorrer no mundo, Parménides as explicava como sendo apenas uma mistura participativa de ser e não-ser. “Ao vir-a-ser é necessário tanto o ser quanto o não-ser. Se eles agem conjuntamente, então resulta um vir-a-ser”.
Um desejo era o fator que impelia os elementos de qualidades opostas a se unirem, e o resultado disso é um vir-a-ser. Quando o desejo está satisfeito, o ódio e o conflito interno impulsionam novamente o ser e o não-ser à separação.
Parménides chega então à conclusão de que toda mudança é ilusória. Só o que existe realmente é o ser e o não-ser. O vir-a-ser é apenas uma ilusão sensível. Isto quer dizer que todas as percepções de nossos sentidos apenas criam ilusões, nas quais temos a tendência de pensar que o não-ser é, e que o vir-a-ser tem um ser.

## O Ser-Absoluto
Toda nossa realidade é imutável, estática, e sua essência está incorporada na individualidade divina do Ser-Absoluto, o qual permeia todo o Universo. Esse Ser é onipresente, já que qualquer descontinuidade em sua presença seria equivalente à existência de seu oposto – o Não-Ser.
Esse Ser não pode ter sido criado por algo pois isso implicaria em admitir a existência de um outro Ser. Do mesmo modo, esse Ser não pode ter sido criado do nada, pois isso implicaria a existência do “Não-Ser”. Portanto, o Ser simplesmente é.
Simplício da Cilícia, em seu livro Física, assim nos explica sobre a natureza desse Ser-Absoluto de Parménides: “Como poderia ser gerado? E como poderia perecer depois disso? Assim a geração se extingue e a destruição é impensável. Também não é divisível, pois que é homogêneo, nem é mais aqui e menos além, o que lhe impediria a coesão, mas tudo está cheio do que é. Por isso, é todo contínuo; pois o que é adere intimamente ao que é. Mas, imobilizado nos limites de cadeias potentes, é sem princípio ou fim, uma vez que a geração e a destruição foram afastadas, repelidas pela convicção verdadeira. É o mesmo, que permanece no mesmo e em si repousa, ficando assim firme no seu lugar. Pois a forte Necessidade o retém nos liames dos limites que de cada lado o encerra, porque não é lícito ao que é ser ilimitado; pois de nada necessita – se assim não fosse, de tudo careceria. Mas uma vez que tem um limite extremo, está completo de todos os lados; à maneira da massa de uma esfera bem rotunda, em equilíbrio a partir do centro, em todas as direções; pois não pode ser algo mais aqui e algo menos ali.”.
O Ser-Absoluto não pode vir-a-ser. E não podem existir vários “Seres-Absolutos”, pois para separá-los precisaria haver algo que não fosse um Ser. Consequentemente, existe apenas a unidade eterna.
Teofrasto relata assim esse raciocínio de Parménides: “O que está fora do Ser não é Ser; o Não-Ser é nada; o Ser, portanto, é."